# 아푸리막주

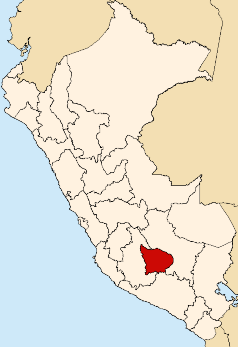
아푸리막 주의 위치

아푸리막주(스페인어: Departamento de Apurímac)는 페루 중남부에 위치한 주로 주도는 아방카이이며 면적은 20,895.79km2, 인구는 418,882명(2005년 기준)이다.
동쪽으로는 쿠스코 주, 서쪽으로는 아야쿠초 주, 남쪽으로는 아레키파 주와 접한다. 7개 군과 80개 구를 관할한다.

## 같이 보기
- 아푸리막강